# Aldo Olivieri
Aldo Olivieri (San Michele Extra, 1910. október 2. – Camaiore, 2001. április 5.) világbajnok olasz labdarúgó, kapus, edző.

## Pályafutása

### Klubcsapatban
Az Audace SME csapatában kezdte a labdarúgást. 1929-ben a Hellas Verona első csapatában mutatkozott be, ahol négy idényen át szerepelt. Az 1933–34-es idényben a Padova labdarúgója volt. 1934 és 1938 között a Lucchese, 1938 és 1942 között a Torino együttesében játszott. Az 1942–43-as szezonban a Brescia játékosa volt. 1943 és 1946 között a Viareggio színeiben játszott és itt fejezte be az aktív labdarúgást.

### A válogatottban
1936 és 1940 között 24 alkalommal szerepelt az olasz labdarúgó-válogatottban. Tagja volt az 1938-as világbajnokságon aranyérmet nyert csapatnak.

### Edzőként
1945 és 1950 között edzőként tevékenykedett a Viareggio, a Lucchese, az Udinese csapatainál. 1950 és 1952 között az Internazionale vezetőedzője, majd egy idényre ismét az Udinese csapatánál dolgozott. 1953 és 1955 között a Juventus szakmai munkáját irányította. 1955 és 1968 között a Lucchese, a Pistoiese, Triestina, Hellas Verona és a Casertana vezetőedzője volt.

## Sikerei, díjai
Olaszország
- Világbajnokság
  - aranyérmes: 1938, Franciaország